# Lycaste viridescens
Lycaste viridescens là một loài thực vật có hoa trong họ Lan. Loài này được (Oakeley) Oakeley mô tả khoa học đầu tiên năm 2007.